# Samuel Lehmann
Samuel Lehmann (* 19. Januar 1808 in Langnau im Emmental; † 31. Dezember 1896 in Bern) war ein Schweizer Politiker und Oberfeldarzt der Armee.
Lehmann schloss das Studium der Humanmedizin an der Universität Bern 1830 ab. Neben zivilen ärztlichen Tätigkeiten, diente er 1848 im Sonderbundskrieg als Divisionsarzt. Als Politiker war er Mitglied des Grossen Rates im Kanton Bern von 1846 bis 1850, sowie Regierungsrat von 1854 bis 1862 als Leiter des Sanitäts- und Erziehungswesens. In seine Amtszeit fiel die Gründung der „Irrenanstalt“ Waldau, heute Psychiatrische Klinik der Universitären Psychiatrischen Dienste Bern (UPD), sowie einer Reorganisation der Universität Bern. Bei den Parlamentswahlen 1857 wurde er in den Nationalrat gewählt, dem er bis 1872 angehörte. Er war auch Oberfeldarzt der Armee und unterzeichnete unter anderem am 22. August 1864 die erste Genfer Konvention „betreffend die Linderung des Loses der im Felddienst verwundeten Militärpersonen“.
Lehmann, der vormals auch leitender Arzt des äusseren Krankenhauses bei Bern war, war Heinrich Zschokkes Vorbild für den Arzt „Fridolin Walter“ in seiner Erzählung Die Branntweinpest (1837).